# Ламсден, Майя
Майя Ламсден (англ. Maia Lumsden; род. 10 января 1998, Глазго) — британская (шотландская) профессиональная теннисистка. Четвертьфиналистка турнира Большого шлема в парном разряде (Уимблдон-2023); победительница одного турнира WTA 125 (2023) в парном разряде; победительница четырнадцати турниров ITF (3 — в одиночном разряде).

## Общая информация
Родилась 10 января 1998 года в Глазго, в Шотландии, и имеет шотландское происхождение.

## Спортивная карьера
В 2017—2018 годах стала победительницей трёх турниров ITF в одиночном разряде.
В 2017—2023 годах стала победительницей одиннадцати турниров ITF в парном разряде.

### 2023—2024
В начале июля 2023 года на Уимблдонском турнире в парном разряде вместе с соотечественницей Нейктой Бэйнс дошла до четвертьфинала соревнований, в котором они проиграли Элизе Мертенс и Сторм Хантер, — которые в итоге стали вице-чемпионками этого турнира.
В середине августа 2023 года стала финалисткой в парном разряде вместе с соотечественницей Нейктой Бэйнс турнира WTA-125 в городе Гродзиск-Мазовецкий (Польша), где она в финале проиграла Катажине Кава и Эликсан Лешемия со счётом: 3-6, 4-6.
В середине октября 2023 года стала победительницей в парном разряде вместе с французской тенниской Жессикой Понше турнира WTA-125 в Руане (Франция), где она в финале победила Анну Бондар и Кимберли Циммерман со счётом: 6-3, 7-6(7-4).
В середине декабря 2023 года стала финалисткой в парном разряде вместе с грузинской тенниской Оксаной Калашниковой турнира WTA-125 в Лиможе (Франция), где она в финале проиграла Яне Сизиковой и Кристине Букша со счётом: 4-6, 1-6.
В середине апреля 2024 года стала финалисткой в парном разряде вместе с соотечественницей Нейктой Бэйнс турнира WTA-250 в Руане (Франция), где она в финале проиграла Ирине Хромачёвой и Тимея Бабош со счётом: 3-6, 4-6.

## Итоговое место в рейтинге WTA по годам
| Год  | Одиночный рейтинг | Парный рейтинг |
| 2023 | 759               | 74             |
| 2022 | 495               | 231            |
| 2021 | 577               | 915            |
| 2020 | 348               | 870            |
| 2019 | 269               | 1361           |
| 2018 | 376               | 573            |
| 2017 | 584               | 703            |
| 2016 | 713               | 1278           |